# Goldener Kleinkunstnagel

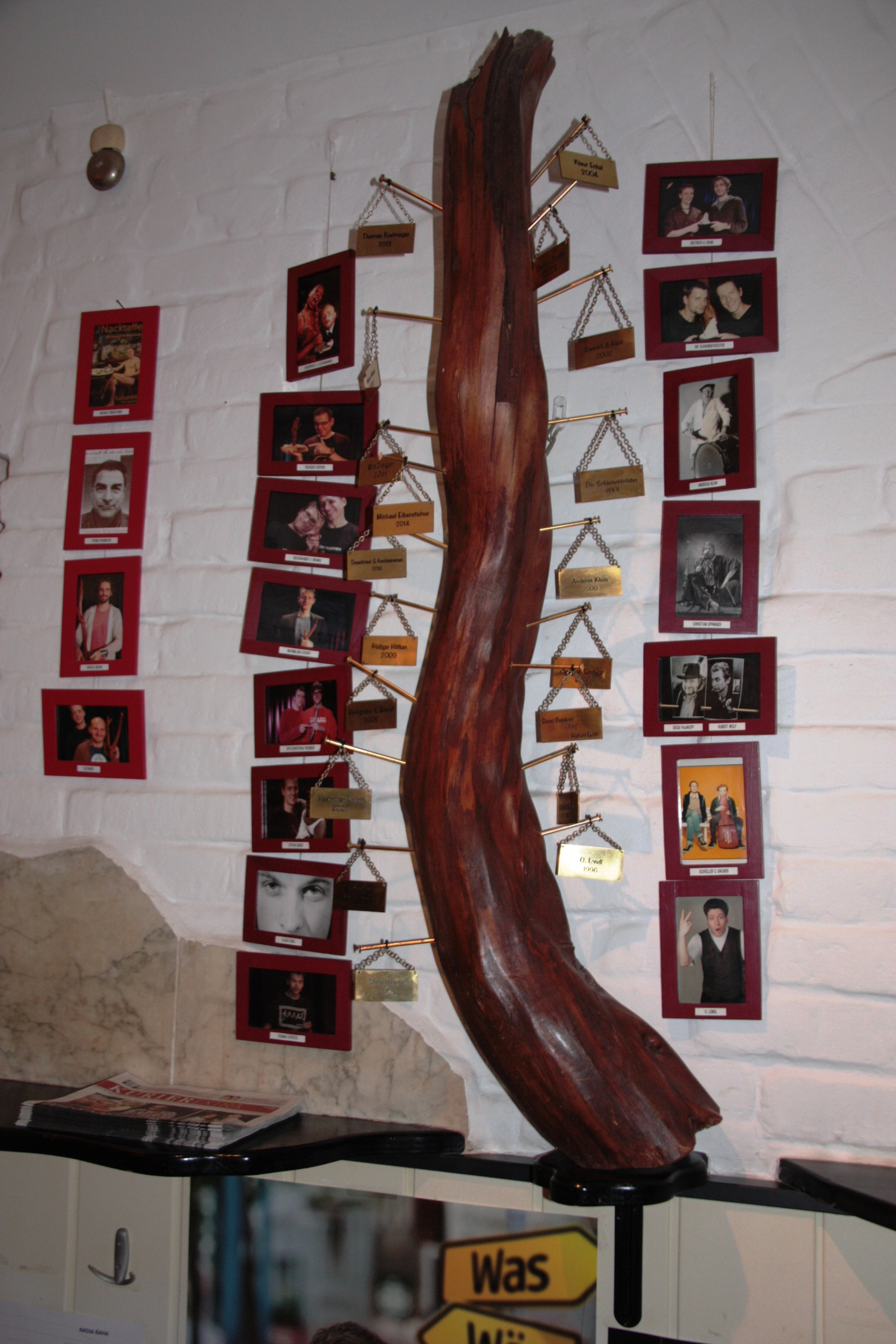
Goldener Kleinkunstnagel, Nagelbaum, 2016

Der Goldene Kleinkunstnagel ist der Preis eines Kabarett- und Kleinkunst-Wettbewerbes in Wien.

## Geschichte
Der Wettbewerb für den Goldenen Kleinkunstnagel wird seit 1996 abgehalten. Der Wettbewerb erstreckt sich über fünf Tage und wird in den Kategorien „Neulingsnagel“ für neue Künstler (max. drei Auftritte mit einem ganzen Programm) und den Hauptwettbewerb „Der Goldene Kleinkunstnagel“ für etablierte(re) Künstler unterteilt. Der Gewinner des Neulingsnagels erhält 800 Euro und darf an zwei Spieltagen im Theater am Alsergrund auftreten. Der des Hauptbewerbs gewinnt 4.000 Euro und vier Spieltage im Theater am Alsergrund. In den letzten Jahren wurden die Preisgelder von verschiedenen Sponsoren verdoppelt.
Der jährlich im Herbst stattfindende Wettbewerb wird vom Theater am Alsergrund und dem Verein zur Förderung von Theater- und Kabarettkultur veranstaltet.
In der Kategorie „Neulingsnagel“ treten vier, im Hauptwettbewerb zwölf Teilnehmer gegeneinander an. Journalisten, Veranstalter und Vertreter von Agenturen aus Österreich und Deutschland bewerten als Jury die Teilnehmer und küren (gemeinsam mit dem Publikum = 1 Jurystimme) die Sieger.
Gegründet wurde der Kleinkunstnagel von Andreas Hutter, der bis zu seinem Tod im Jänner 2010 auch die Leitung des Theaters am Alsergrund innehatte. Seine Frau Cornelia führt das Theater seither in seinem Sinne weiter und behält das Konzept der Newcomer-Förderung im Spielbetrieb des Theaters und im Zuge des Wettbewerbs „Nagel“ bei.

## Preisträger
- 1996: O. Lendl; Neuling: Georg Bauernfeind
- 1997: Schöller & Bacher; Neuling: Didi Fischer
- 1998: Dessi Pajakoff & Hubert Wolf; Neuling: Erwin Klaffenböck
- 1999: Christian Springer (D); Neuling: Kobaltz & Vodrazka
- 2000: Andreas Klein (D); Neuling: Florian Kadletz
- 2001: Die Schienentröster; Neuling: Klaus Eckel
- 2002: Dietrich & Raab; Neuling: Fee Hübner
- 2003: Thomas Stipsits; Neuling: Michael Schuller
- 2004: Klaus Eckel; Neuling: BlöZinger
- 2005: Stefan Haider; Neuling: Günther „Jango“ Jungmann
- 2006: Zärtlichkeiten mit Freunden (D); Neuling: Gästehaus St. Marx
- 2007: Max Uthoff (D); Neuling: Mario Herger
- 2008: Buchgraber & Brandl; Neuling: Andreas Bartel
- 2009: Rüdiger Höfken; Neuling: Peter Klien
- 2010: Sauerkraut und Kochbananen; Neuling: Christoph Straka
- 2011: BlöZinger Robert Blöchl, Roland Penzinger; Neuling: Klaus Schaurhofer
- 2012: Marcel Mohab; Neuling: Robert Putz
- 2013: Thomas Kreimeyer; Neuling:  das steirische Damen-Duo Ute und Tatiana
- 2014: Michael Eibensteiner; Neuling: Mario Lucic[2]
- 2015: Thomas Malirsch[3]; Neuling: Sonja Pikart[4]
- 2016: David Scheid; Neuling: Franziska Singer[5]
- 2017: GeBa und GeSch (Georg Bauer und Gerit Scholz); Neuling: Marecek Musner (Ben Marecek und Nikita Musner)[6]
- 2018: wurde kein Bewerb veranstaltet